# Widok Towers
Widok Towers – budynek biurowy w warszawskiej dzielnicy Śródmieście po północnej stronie Alej Jerozolimskich, zbudowany na miejscu zburzonego budynku Universalu.

## Opis
Widok Towers jest budynkiem w stylu neomodernistycznym z funkcją biurową jako główną oraz z funkcjami dodatkowymi: hotelarską i handlowo-usługową. Został zbudowany w 2020 roku w miejscu rozebranego w latach 2016-2017 biurowca spółki Universal, w ramach Ściany Wschodniej nieopodal nowej rotundy PKO oraz skrzyżowania Alej Jerozolimskich i ulicy Marszałkowskiej.
Budynek ma 28 kondygnacji nadziemnych i 3 podziemne ze 158 miejscami parkingowymi. Wewnątrz rdzeni budynku znajduje się osiem wind. Jego wysokość całkowita i wysokość do dachu wynoszą 95 metrów. Powierzchnia całkowita wynosi 28 600 m², a powierzchnia handlowo-usługowa – 3600 m².